# Банковская система Молдовы
Банковская система Молдовы как независимого государства начала складываться в 1993 году. Состоит она из двух уровней: Национального банка Молдовы и коммерческих банков.
Национальный банк осуществляет регулирование в области адекватности капитала и риска, устанавливает минимальные требования капитала для всех коммерческих банков, зарегистрированных в стране. Капитал молдавских банков формируется частично из внутренних фондов инвесторов и из иностранных источников инвестиций. Самые крупные банки Молдовы — это четыре бывших Госбанка, приватизированные в 1994—95 гг., которым принадлежит около 54 % банковских активов.
Коммерческие банки Молдовы:
- Banca de Economii (в процессе ликвидации)
- Banca Socială[рум.] (в процессе ликвидации)
- Energbank
- EuroCreditBank
- EximBank
- FinComBank
- InvestPrivatBank (ликвидирован и поглощён Banca de Economii)
- OTP Bank (бывший MobiasBanca)
- Moldindconbank
- Moldova Agroindbank
- ProCredit Bank
- Unibank[рум.] (в процессе ликвидации)
- UniversalBank (ликвидирован от 15.02.2012 )
- Victoriabank
- Comertbank
- Banca Comercială Română